# Katastrofa śmigłowca w Browarach
Katastrofa śmigłowca w Browarach – katastrofa lotnicza z udziałem śmigłowca Państwowej Służby Ukrainy ds. Sytuacji Nadzwyczajnych (skrótowiec trl. DSNS), do której doszło w Browarach, 18 stycznia 2023 roku.

## Katastrofa
Ranem, 18 stycznia 2023 śmigłowiec Eurocopter Super Puma odbywał lot do Charkowa. Śmigłowcem podróżowało m.in. kierownictwo ukraińskiego MSW. Maszyna rozbiła się o g. 8:20, w czasie mgły, na zaludnionym osiedlu mieszkaniowym w Browarach. Po zdarzeniu szczątki maszyny oraz najbliższa okolica stanęły w płomieniach. Na skutek katastrofy uszkodzony został budynek przedszkola oraz wieżowiec mieszkalny.
W wyniku katastrofy rozwinął się pożar szczątków śmigłowca, budynku przedszkola, trzech samochodów oraz okolicy przedszkola. O godzinie 9:28 ogień został ugaszony. W likwidacji skutków sytuacji kryzysowej było zaangażowanych 127 funkcjonariuszy pożarnictwa i 30 pojazdów strażackich.

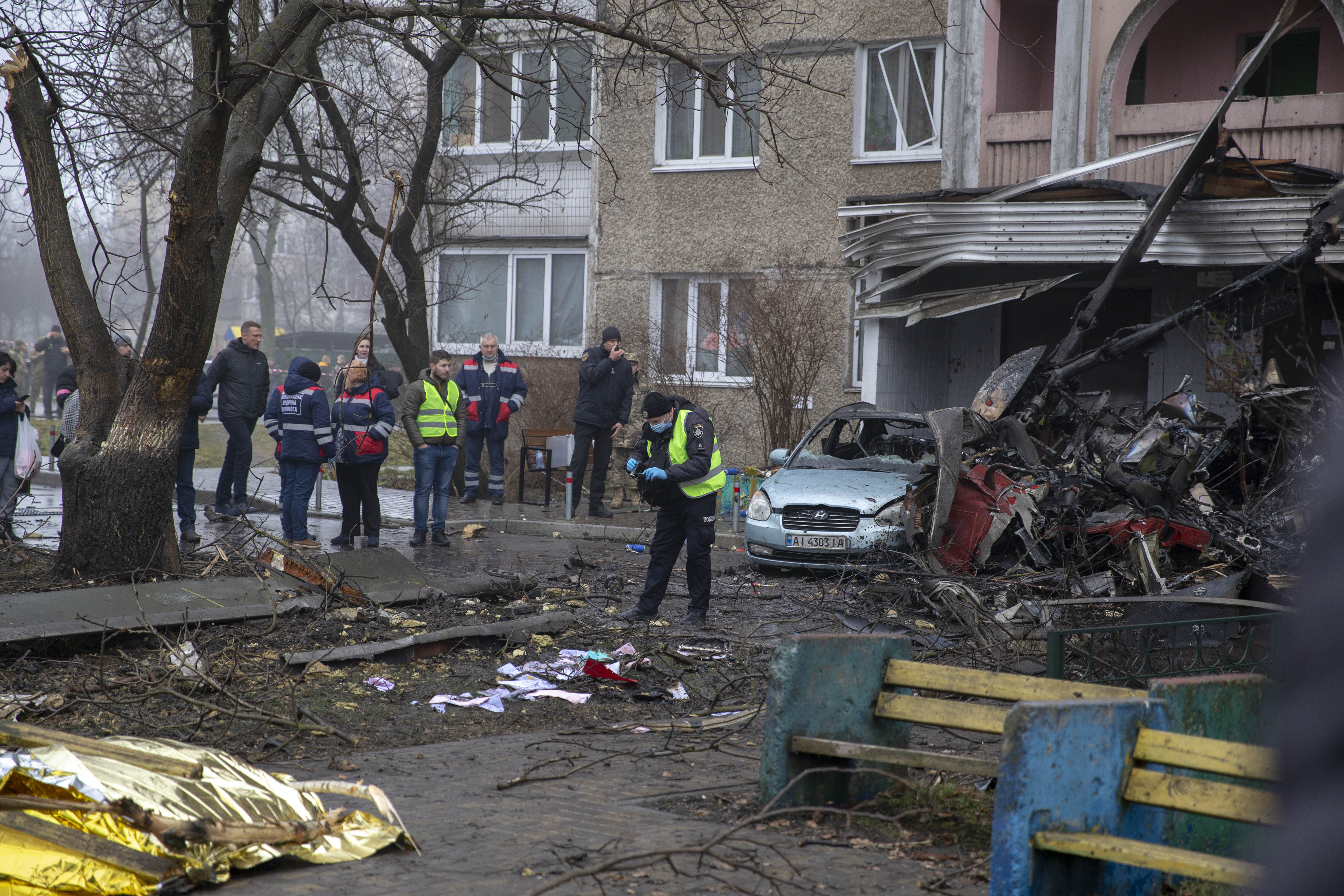
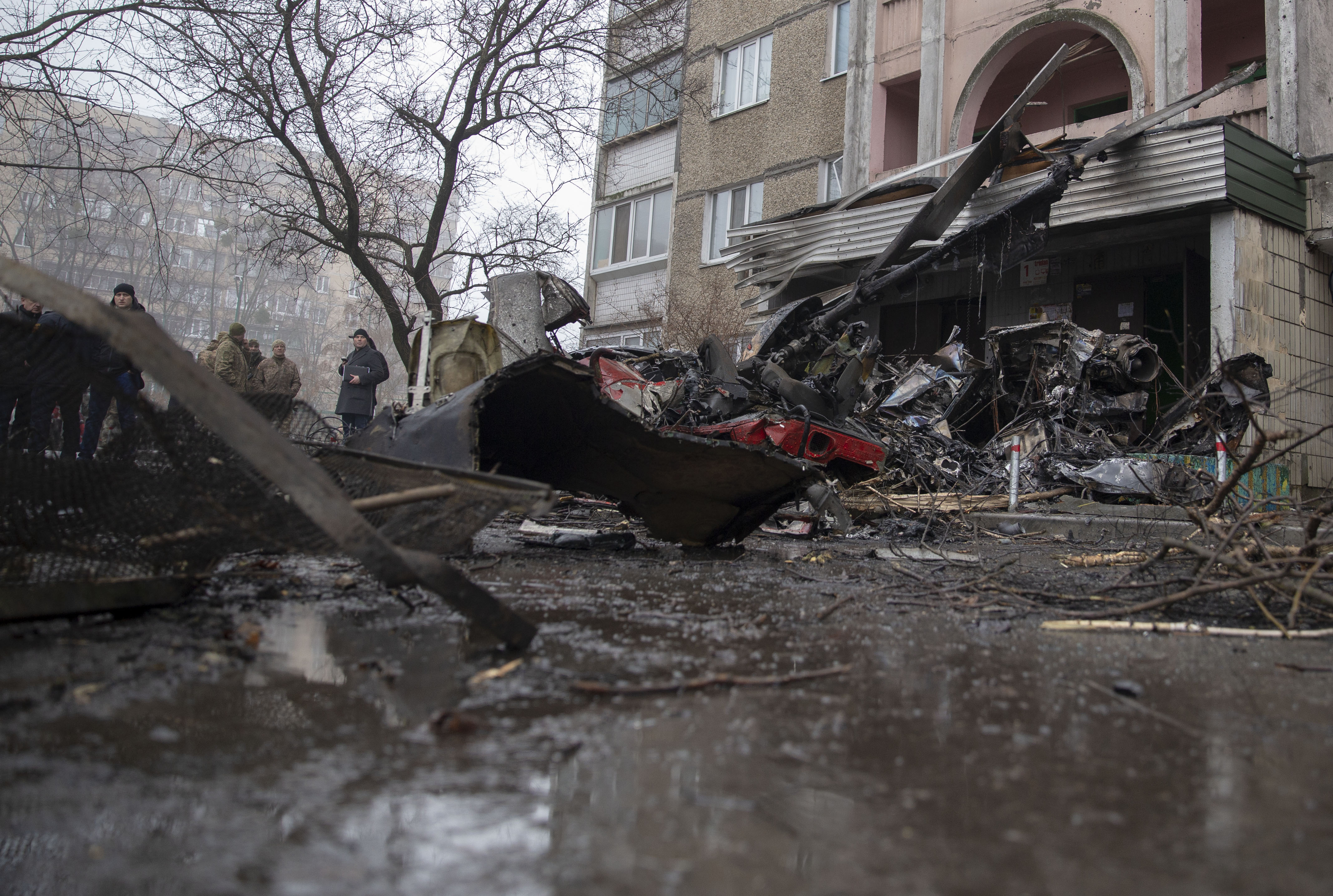
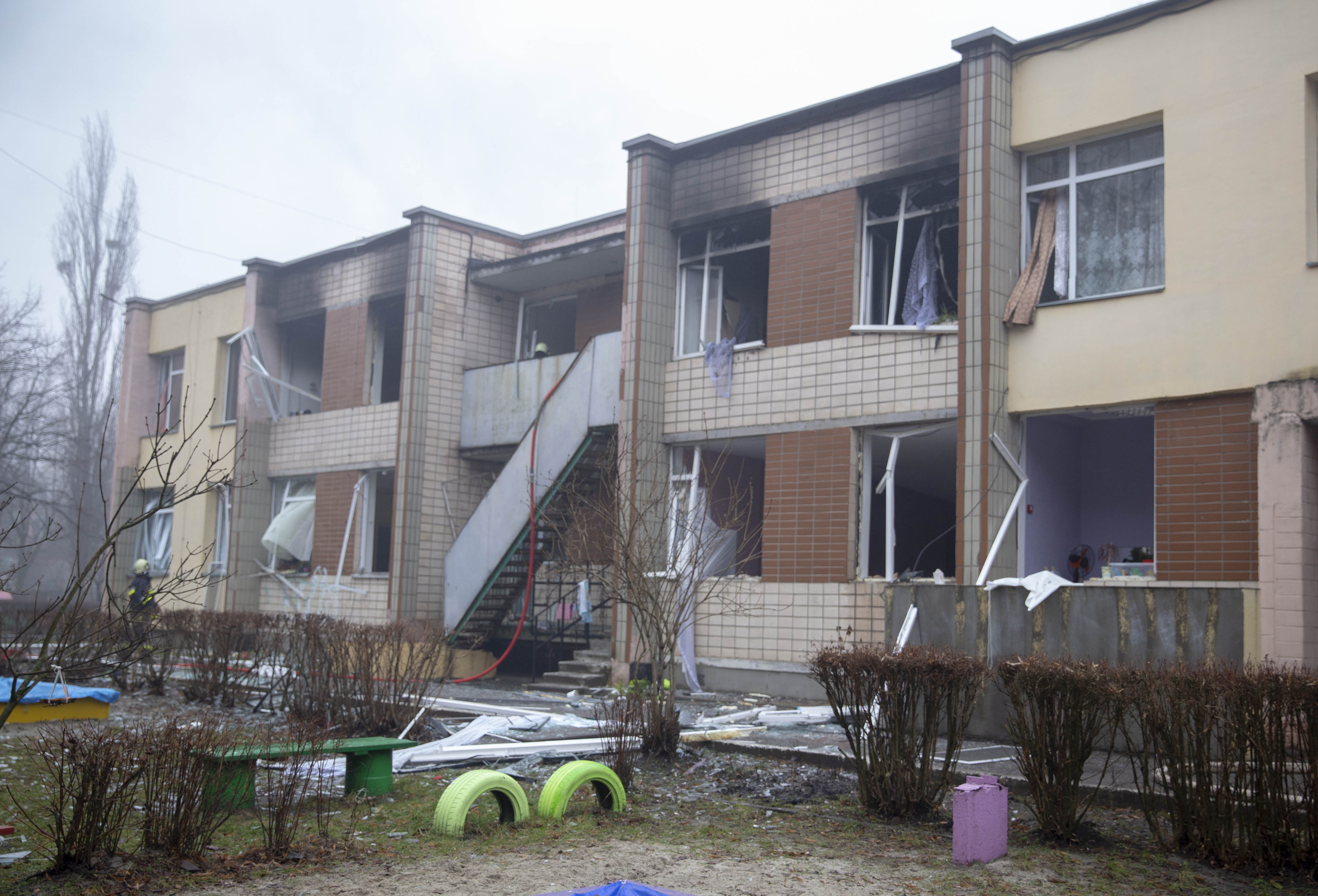

## Ofiary
W katastrofie śmierć poniosło 14 osób, w tym wszystkie osoby przebywające na pokładzie śmigłowca. Wyliczając:
- Pasażerowie
  - Denys Monastyrski – Minister Spraw Wewnętrznych;
  - Jurij Łubkowycz – Sekretarz Państwowy MSW (sekretarz stanu);
  - Jewhenij Jenin – Pierwszy Zastępca Ministra SW;
  - Tetjana Szutjak – Zastępca Kierownika Służby Patronackiej MSW;
  - Mykoła Anaćkij[11] wiodący inspektor Departamentu Komunikacji MSW, podporucznik, fotograf[12].
  - Mychajło Pawłuszko – Naczelnik Zarządu Zabezpieczenia Ochrony Departamentu Bezpieczeństwa Wewnętrznego Narodowej Policji Ukrainy, podpułkownik NPU (naczelnik ochrony ministra)[13];
  - Andrij Marinczenko[7] – starszy oficer operacyjny Zarządu Zabezpieczenia Ochrony DBW NPU (ochroniarz ministra)[12];
- Załoga[14]
  - Ołeksandr Wasyłenko – dowódca statku powietrznego, lotnictwo DSNS;
  - Kostiantyn Kowałenko – drugi pilot, lotnictwo DSNS;
  - Iwan Kaśjanow – mechanik pokładowy, chorąży Służby Ochrony Cywilnej, lotnictwo DSNS;
- Ofiary niezwiązane z lotem
  - Cztery osoby[15]

## Śledztwo
Urzędnicy nie podali natychmiast przyczyny katastrofy lotniczej. Służba Bezpieczeństwa Ukrainy poinformowała, że eksperci będą badać możliwe przyczyny, w tym naruszenie zasad lotu, usterkę techniczną oraz celowe zniszczenie śmigłowca.
Wedle ustaleń śledczych, stan na 31 lipca 2023 roku, nie było zamachu.

## Reakcje
Krótko po katastrofie kondolencje władzom i narodowi ukraińskiemu złożyła Sekretarz Generalna Rady Europy Marija Pejčinović Burić oraz Przewodniczący Rady Europejskiej Charles Michel.
Kondolencje złożyli również między innymi Premier Estonii Kaja Kallas i Prezydent Estonii Alar Karis, Premier Słowacji Eduard Heger, Prezydent Rzeczypospolitej Polskiej Andrzej Duda i Prezes Rady Ministrów Mateusz Morawiecki, Prezydent Francji Emmanuel Macron, Prezydent Gruzji Salome Zurabiszwili, Kanclerz RFN Olaf Scholz, Premier Włoch Giorgia Meloni, Premier Kanady Justin Trudeau, Minister Spraw Zagranicznych Finlandii Pekka Haavisto i Premier Hiszpanii Pedro Sánchez.